# دوازده برادر
دوازده برادر (به آلمانی: Die zwölf Brüder) یک افسانه آلمانی است، که توسط برادران گریم در قصه‌های برادران گریم گردآوری شده است.

## داستان
یک پادشاه می‌خواهد دوازده پسرش را بکشد، اما به شرطی که سیزدهمین فرزندش دختر باشد. به این ترتیب، او به تنهایی می‌تواند پادشاهی او را به ارث ببرد. ملکه این را به کوچکترین پسرشان بنیامین می‌گوید و او با پرچم به آنها هشدار می‌دهد. پرچم سفید نشان می دهد که یک نوزاد پسر به دنیا آمده است و پرچم قرمز خونی نشان می‌دهد که یک دختر به دنیا آمده است و پسرها باید دورتر فرار کنند.
پس از دوازده روز انتظار در جنگل، پسران پرچم قرمزی را می بینند که نشان می دهد آنها به اعدام محکوم خواهند شد. برادران از خیانت بی رحمانه پدرشان چنان عصبانی می‌شوند که از هر دختری سوگند انتقام خونین می‌گیرند و به کلبه ای طلسم شده در اعماق جنگل می‌روند، جایی که باید از حیوانات تغذیه کنند. در این بین ملکه دختری زیبا با ستاره ای بر پیشانی خود به دنیا آورد.
ده سال بعد، خواهر پس از شنیدن وجود آنها از مادرش، آنها را در جایی که ملکه برای احتیاط پنهان کرده بود، ترک می‌کند. او ابتدا بنجامین بزرگ‌تری را پیدا می‌کند که با خوشحالی به او سلام می‌کند و سپس آن‌ها را به برادران دیگرشان معرفی می‌کند و آنها را متقاعد می‌کند که انتقام خود را از دختران متوقف کنند. خواهر و برادر با هم در هماهنگی زندگی می‌کنند. مدتی بعد در حالی که خواهر از روی نادانی دوازده نیلوفر سفید را می‌کند، برادرانش به کلاغ ها روی می‌آورند و پرواز می‌کنند. پیرزنی گفت یک راه برای نجات برادرانش وجود دارد، او تصمیم می گیرد که هفت سال حرف نزند و نخندد تا برادرانش را نجات دهد.
یک پادشاه شکار او را پیدا کرده و با او ازدواج می‌کند. اما مادرش به سکوت دختر تهمت می‌زند و سعی می‌کند پادشاه را وادار کند که او را به عنوان جادوگر بسوزاند. پادشاه جوان چون همسرش را دوست دارد پاره می‌شود، اما در نهایت با چشمانی اشکبار تسلیم می‌شود. با روشن شدن آتش، هفت سال می‌گذرد و دوازده زاغ از راه می رسند: آنها به محض تماس با زمین شکل انسانی خود را به دست می‌آورند، سپس شعله های آتش را خاموش می‌کنند و خواهر خود را آزاد می‌کنند. دختر اکنون آزاد است که صحبت کند و او به شوهرش توضیح می‌دهد که چه خبر است. با اعدام مادرشوهر بی رحم (از طریق قرار دادن در بشکه ای پر از روغن در حال جوش و مارهای سمی)، و سپس (با برادران) همه با هم به خوشی زندگی می‌کنند.